# Ints Dālderis
Ints Dālderis (Jūrmala, 10 de febrer de 1971), és un músic i polític letó. Va exercir el càrrec de ministre de Cultura de Letònia des de 2009 fins al 2010 i va ser membre del Saeima (Parlament de Letònia) en les legislatures décima i catorzena.
Va formar part del Partit Popular (2009-2010) i després del Partit de la Nova Era de Letònia des de 2014. Va estudiar a l'Acadèmia Letona de Música Jāzeps Vītols. Durant els anys 2005 i 2009 va ocupar el càrrec de director de l'Orquestra Nacional de l'Òpera de Letònia.